# NGC 7154
NGC 7154 é uma galáxia espiral barrada (SBm) localizada na direcção da constelação de Piscis Austrinus. Possui uma declinação de -34° 48' 50" e uma ascensão recta de 21 horas, 55 minutos e 21,1 segundos.
A galáxia NGC 7154 foi descoberta em 23 de Setembro de 1834 por John Herschel.